# Perizoma
Perizoma is een geslacht van vlinders uit de familie van de spanners (Geometridae) en de onderfamilie Larentiinae.

## Soorten
- P. ablata Hulst, 1896
- P. actuata Pearsall, 1909
- P. affinis Moore, 1888
- P. affinitata (Stephens, 1831) - koekoeksbloemspanner
- P. africana (Warren, 1911)
- P. alaskae Hulst, 1896
- P. albidivisa Warren, 1893
- P. albofasciata Moore, 1888
- P. albulata (Denis & Schiffermüller, 1775) - ratelaarspanner
- P. alchemillata Linnaeus, 1758 - hennepnetelspanner
- P. alumna (Prout, 1925)
- P. amblyodes Fletcher, 1961
- P. amplata Warren, 1904
- P. anguliferata Maassen, 1890
- P. antisticta Prout, 1938
- P. apiceflava Prout, 1910
- P. apicesignata Dognin, 1913
- P. apicistrigata Warren, 1893
- P. arcillata Dognin, 1893
- P. argentipuncta Inoue, 1982
- P. aspersa Dognin, 1904
- P. aurantaria Jones, 1921
- P. aureoviridis Warren, 1904
- P. baptopennis Dyar, 1916
- P. barrassoi Zahm, Cieslak & Hausmann, 2005
- P. basaliata Walker, 1862
- P. basiplaga Schaus, 1901
- P. bicolor Warren, 1893
- P. bifaciata (Haworth, 1809) - donkere ogentroostspanner
- P. blandiata (Denis & Schiffermüller, 1775) - ogentroostspanner
- P. bogotata Walker, 1862
- P. brunneopicta Dognin, 1913
- P. caeruleofascia Inoue, 1982
- P. caeruleosecta Prout, 1916
- P. candidaria Costantini, 1922
- P. carnata Packard, 1874
- P. carnepicta Warren, 1905
- P. carnetincta Dognin, 1911
- P. cerva Hampson, 1902
- P. cinereolimitata Thierry-Mieg, 1892
- P. coeruleopicta Warren, 1908
- P. complicata Dognin, 1911
- P. conjuncta Warren, 1893
- P. constellata Dognin, 1913
- P. constricta Warren, 1901
- P. contrastaria Sterneck, 1931
- P. contrita Prout, 1914
- P. costata Wileman, 1911
- P. costiguttata (Hulst, 1896)
- P. costinotaria Leech, 1897
- P. cretinotata Bastelberger, 1907
- P. curvilinea Hulst, 1896
- P. custodiata Guenée, 1858
- P. cyrtozona Prout, 1922
- P. decorata Moore, 1888
- P. diltilla Dyar, 1913
- P. discors Warren, 1901
- P. ecbolobathra Prout
- P. emmelesiata Snellen, 1874
- P. epictata Barnes & McDunnough, 1916
- P. eudoxia Prout, 1934
- P. eviscerata Warren, 1914
- P. exempta Djakonov, 1935
- P. exhausta Prout, 1914
- P. fallax Warren, 1905
- P. fasciaria Leech, 1897
- P. fasciata Warren, 1893
- P. fatuaria Leech, 1897
- P. fennica Reuter, 1893
- P. flavofasciata (Thunberg, 1792) - silenespanner
- P. flavosparsata (Wagner, 1926)
- P. flexuosaria Boheman, 1853
- P. fractifascia Dognin, 1911
- P. fractifasciaria Leech, 1897
- P. fulvida Butler, 1881
- P. fulvimacula Hampson, 1896
- P. fumosum Inoue, 1982
- P. gigas Wiltshire, 1976
- P. grandis (Hulst, 1896)
- P. haasi Staudinger
- P. herbicolata Hulst, 1896
- P. herrichiata Snellen, 1874
- P. hydrata (Treitschke, 1829)
- P. iduna Prout, 1910
- P. illepida Inoue, 1955
- P. illimitata Prout, 1922
- P. impromissata Walker, 1862

- P. inconspicuaria Leech, 1897
- P. incultaria (Herrich-Schäffer, 1848)
- P. interlauta Warren, 1907
- P. interrupta Warren, 1893
- P. japonica Inoue, 1955
- P. juracolaria (Wehrli, 1919)
- P. lacernigera Butler, 1889
- P. lacteiguttata Warren, 1893
- P. lamprammodes (Prout, 1911)
- P. lineola Bastelberger, 1911
- P. lucifrons Prout, 1926
- P. lugdunaria (Herrich-Schäffer, 1855)
- P. maculata Moore, 1888
- P. maerens Staudinger, 1892
- P. mediangularis Prout, 1914
- P. minimata Staudinger, 1897
- P. minorata (Treitschke, 1828)
- P. minuta Butler, 1889
- P. mirifica Warren, 1904
- P. mixticolor Dognin, 1913
- P. molybda Fletcher, 1961
- P. mollis Dognin, 1913
- P. mordax Prout, 1939
- P. nigrostipata Dognin, 1913
- P. obscurata Bastelberger, 1909
- P. obsoletata (Herrich-Schäffer, 1838)
- P. obtusa Warren, 1907
- P. ochreotincta Wileman, 1915
- P. olivacea Warren, 1893
- P. orbata Püngeler, 1909
- P. osculata Hulst, 1896
- P. oxygramma Hulst, 1896
- P. parahydrata Alberti, 1969
- P. parvaria Leech, 1891
- P. pastoralis Butler, 1882
- P. pecata Dognin, 1893
- P. perryi Rindge, 1973
- P. persectata Maassen, 1890
- P. petrogenes (Prout, 1922)
- P. phidola Prout, 1938
- P. plumbeata Moore, 1888
- P. plumbinotata Warren, 1904
- P. poliosama Rebel, 1948
- P. polygrammata Hulst, 1896
- P. pravata Dognin, 1900
- P. promptata Püngeler, 1909
- P. prouti Schawerda, 1933
- P. puerilis Prout, 1926
- P. quadriplaga Dognin, 1911
- P. rantaizanensis Wileman, 1915
- P. rectifasciata Hampson, 1902
- P. renitens Prout, 1910
- P. rhombifascia Warren, 1905
- P. rostrinotata Dognin, 1913
- P. schistacea Moore, 1888
- P. seriata Moore, 1888
- P. simulata Wileman, 1911
- P. sordescens Dognin, 1908
- P. spilophylla Prout, 1934
- P. strictifascia Warren, 1907
- P. subviridis Hampson, 1902
- P. tahoensis Barnes & McDunnough, 1916
- P. taiwana Wileman, 1911
- P. tenuifascia Warren, 1896
- P. tenuisecta Prout, 1934
- P. triplagiata Warren, 1896
- P. vacillans Warren, 1905
- P. variabilis Warren, 1893
- P. variaria Leech, 1897
- P. venisticta Dognin, 1912
- P. versatilis Dognin, 1911
- P. vinculata Staudinger, 1896
- P. vireonaria Maassen, 1890
- P. virescentaria Maassen, 1890
- P. viridiplana Bastelberger, 1911
- P. zenobia Thierry-Mieg, 1893